# 스마일킹
스마일킹은 엔터식스 한양대점에서 하고 있는 공연으로 박승대를 기준으로 김정환, 도대웅, 현정, 김지영, 이수빈, 김환석, 송치호, 전예원, 한현우, 구자운, 김대영, 우영일, 최영하, 한지원 등이 출연 중이다. 웃찾사 리턴즈라고도 불리고 있다. SBS 웃찾사와 MBC 코미디에 빠지다에 출연했던 개그맨, 개그우먼들과 신인 코미디언들이 모여 공연하고 있다. 공연장은 총 140석으로 소극장이다.

## 같이 보기
- 개그콘서트
- 코미디빅리그
- 개그야
- 웃찾사
- SNL 코리아